# スター・レッド
『スター・レッド』は萩尾望都による日本のSF漫画作品。『週刊少女コミック』（小学館）1978年23号から1979年3号に掲載された。
火星を舞台にしたSF作品。
第11回（1980年）星雲賞コミック部門を受賞。

## 概要
本作について作者は、編集が突然連載を依頼しに来て、カラー予告の締切を3日後に指定され、先を考えぬまま1話を描き、2話を描きと続けて、かろうじて最終回でまとまったという苦労話を記載している。また、「最初は、『地球で育てられた火星人の子が火星に帰るまでの話』という構想だけでした」と、恩田陸との対談で語っている。
ライターの和久井香菜子は、本作を「読者には登場人物が破滅へ向かっていくことがわかっており、それに立ち向かって命をかける者」の物語としている。また、本作に限らず萩尾作品に漂う「全体的にアンニュイなムード」を評している。
また、ライターの前島賢は、本作を「火星と地球の物語が銀河レベルにまで発展していく壮大なSF叙事詩」、「深い孤独のなか“だれか”を求めつづける切実な物語」と評している。

## あらすじ
2276年、ドーム都市・ニュー・トーキョー・シティに住む5世代目の火星人で火星に恋する少女、星（セイ）。
火星人ということを隠し地球で暮らしていたが、謎の異星人エルグに正体がばれてしまう。
セイは火星人のことが知りたいというエルグに一緒に火星に行かないかと誘われ、火星に帰還することにする。そして、セイの運命は、周囲の人々と火星そのものを巻き込みながら大きく動きだすのだった。

### 背景
火星史｢第1期｣
21世紀、ワープ航行技術の発展に伴い、人類の他星系への植民が進んだ。一方、太陽系では月・金星への植民を経て、2050年に火星のクリュセに基地が作られて移民がスタートしたが、なぜか胎児がすべて死亡するという事態に見舞われ、2070年に移民はストップする。
火星史｢空白期｣
その後、火星は犯罪者の流刑地となっていった。しかし2188年、太陽系の植民地間の紛争およびプロキシマやアルファ・ケンタウリなどの他星系惑星との戦争により、犯罪者の移入がストップ。2202年に管理用電子タグを付けていた犯罪者が死に絶えたことから、火星は無人の地となったと思われた。
火星史｢第2期｣
しかし、2264年に再び火星を植民するために科学者ら約300人が火星を訪れた。だが彼らの前に現れたのは、白い髪・赤い目と超能力を持つ犯罪者たちの子孫・火星人であった。間もなくして人類と火星人は激しく戦い、双方に多数の犠牲者を出して火星人は制圧されたと思われていた。
しかし、火星人はキンメリアに移り住んで反攻のときをうかがっていた。

### この作品における火星人
火星人は、妊娠するとクリュセの地下空間に移って出産まで暮らす。この空間以外では、前述の通り胎児はすべて死亡する。こうして火星において地球人から生まれた子供たちは火星人の第1世代として超能力を持ち始め、第2世代以降、髪や目の色素が抜けるとともに超能力が強くなり、第3世代で完全な火星人となる。
地球による第2期の移民開始後、火星人の誕生過程を知らない地球人らによって、発見された地下空間には妊婦が出産まで入院する医局が開設された。
火星人は、世代によって区別されており、その世代はギリシャ語系の接頭辞で数えられる。モノ（第1世代）、トリ（第3世代）、テトラ（第4世代）、ペンタ（第5世代）で、第2世代を表す「ジ」は作中では登場していない。名前は基本的に「名前・世代（・姓）」。
火星人は視力を持たず、視力を補うために透視能力を持っている。さらに火星の希薄な大気の中で暮らすために空気を作る能力を持つ（メカニズムは不明）。そのほかにも、念動力やテレポートなど、さまざまな能力を持つ。また、特に予知能力の強い者は夢見（ゆめみ：予知夢を見る者）と呼ばれる。世代を重ねるごとに超能力は強くなる。

## 登場人物
徳永星（トクナガ セイ）/ 星・ペンタ・トゥパール（セイ）
5世代目最年長の火星人の少女。火星人の特徴を隠し、養父のもとで物心付く前から地球人として暮らしていた。「レッド・星」の名でニュー・トーキョー・シティ上区の暴走族｢レッド・サークル｣を率いている。昼間は女学校に通っている。エルグと共に火星へ向かい、火星と火星人の運命を一身に背負うことになる。
最終的に肉体を失うが、女性化したヨダカの子宮に宿り「ジュニア・セイ」として新たな人生を生きる。
エルグ
異星人。セイの正体を見抜き、行動を共にする。セイを愛したことで、いましめていた自らの本性を解放する。
サンシャイン（陽一）
セイの兄的な存在。貿易会社の跡取り息子。セイの物語の見届け役というべき役回り。
大内 源（おおうち ゲン）
ニュー・トーキョー・シティの下区のボス。セイにほれ、身を投げ出すことになる。
ヨダカ
3世代目の火星人の少年。兄の志を受け、セイを助ける。自殺したセイの養父・徳永博士の精神を追って戻れなくなるが、なんとかセイの精神を連れて自身の肉体に戻り、肉体を女性に変えてセイを宿す。ラバーバの妻になり助けて貰う。
シラサギ
3世代目の火星人。ヨダカの兄。夢見の1人。火星の運命をセイにたくすことを選ぶ。
黒羽（クロバ）
4世代目の火星人。セイの暗殺を命じられる。火星人としての運命を貫こうとする。
徳永周（トクナガ シュウ）
セイの養父。博士。火星人の制圧戦に関わり、セイを引き取って、養女にする。合成芝研究家。セイの赤い瞳を隠すためのカラーコンタクトを自身で開発して与えていた。セイが火星に向かったことで自身の運命を閉ざす。青酸カリで服毒自殺を遂げた。
ペーブマン
火星人研究局の局長。火星の戦闘で両手の指を失ったことから火星人、ひいては超能力者を憎悪しており、未公認ESPであるセイを執拗（しつよう）に追う。
アン・ジュール（アン・ジュ）
情報局所属の公認ESP。火星人の超能力に興味を持っている。だがセイの能力を通して、火星人の存在に動揺する。
ラバーバ
地球人。カイロの地下組織「ソベク」の幹部。ボスの命を救われたことからヨダカたちをかくまい、協力する。セイを宿したヨダカの夫になり、後見人としてヨダカとジュニア・セイを守ってゆく。
カッパ
ESP研究所から派遣された情報員。「カッパ」は公認ESPの俗称であり、本名は不明。ひどく臆病。
ミュージュ
美形の異星人。エルグとは種族が異なるが、彼の上司的立場。
百黒老（ひゃくこくろう）
火星人一族の長老。夢見たちの予知夢の結果、セイに対し苦渋の決断を下す。

## 書籍情報
発売はすべて小学館
フラワーコミックス 新書判
- スター・レッド 1 1980年3月20日初版発行 ISBN 4-09-130581-4
- スター・レッド 2 1980年6月20日初版発行 ISBN 4-09-130582-2
- スター・レッド 3 1980年8月20日初版発行 ISBN 4-09-130583-0

小学館文庫 文庫判（旧版）
- スター・レッド 1（5世代 - ペンタ） 1983年7月20日初版発行 ISBN 4-09-190717-2
- スター・レッド 2（6世代 - ヘクサ） 1983年10月20日初版発行 ISBN 4-09-190718-0

萩尾望都作品集 II（数字は作品集の巻数）B6判
- スター・レッド 3 1985年12月20日初版発行 ISBN 4-09-178023-7
- スター・レッド 4 1986年2月20日初版発行 ISBN 4-09-178024-5

小学館文庫 文庫判（新版）
- スター・レッド 1995年5月10日初版発行 ISBN 4-09-191012-2

フラワーコミックススペシャル A5判
- 萩尾望都パーフェクトセレクション 8 スター・レッド 2008年1月30日初版発行 ISBN 978-4-09-131223-5
カラーページが復刻されている。